# Prave cvrčalke
Prave cvrčalke (znanstveno ime Tettigoniidae) so velika družina kobilic dolgotipalčnic, med katere uvrščamo približno 6000 danes znanih opisanih vrst, ki živijo po vsem svetu. Znane so predvsem po glasnih napevih, s katerimi samci dvorijo samicam v obdobju parjenja, in so ena od redkih žuželčjih skupin, pri katerih je splošno razširjeno sporazumevanje z zvokom.

## Telesne značilnosti
Običajno so to dokaj velike žuželke, ki v dolžino merijo nekaj centimetrov (največje vrste presegajo 10 cm dolžine), kot ostale dolgotipalčnice pa imajo še daljše tipalnice. Pogosto so zelenih, rjavih ali sivih barv z otrdelim sprednjim parom kril, ki spominja na liste, kar jim olajša skrivanje v vegetaciji podnevi. Samice imajo veliko, meču podobno leglico za odlaganje jajčec. Od ostalih skupin dolgotipalčnic se zanesljivo ločijo po tem, da je njihovo stopalce (tarsus) sestavljeno iz štirih členov, po značilnosti strukture za proizvajanje zvoka in po genetskih značilnostih. Nekatere skupine so znane po izredno dodelanemu posnemanju svoje okolice, predvsem predstavniki poddružine Pseudophyllinae, ki spominjajo na posušene liste, vključno z listnimi žilami, poraščenostjo z lišaji in poškodbami.
Strukturi za proizvajanje zvoka pravimo cvrčalo (stridulum), nahaja se na prednjem paru kril, in je sestavljeno iz odebeljene žile (plectrum) na enem ter ozke rebraste strukture na drugem krilu. Žival se oglaša tako, da ju drgne med seboj, temu načinu pravimo tegminalna stridulacija. Za prave cvrčalke je značilno, da plectrum na zgornjem robu desnega krila drgnejo prek rebra na spodnjem robu levega krila, obratno kot pri murnih. Prek kril je ta struktura povezana s telesno votlino, ki deluje kot resonator in ojača zvok, ta pa se potem oddaja v okolico prek posebne površine okrogle oblike na krilih, imenovane »ogledalce«. Oblika in velikost vseh teh sestavnih delov ter vzorec krčenja mišic na koncu določajo lastnosti zvoka. Za sluh je odgovoren par kompleksnih timpanalnih organov s pomožnim sistemom vzdušnic, ki se nahaja na sprednjih nogah.

## Vedenje in ekologija
Podobno kot ostale dolgotipalčnice so nočno aktivne in njihovi zbori so (poleg žab) ponoči najizrazitejši vir hrupa v deževnih gozdovih. Podnevi mirujejo skrite v gostem rastju, večina vrst se zadržuje v drevesnih krošnjah ali grmovju, del njih pa tudi pri tleh. Slednje imajo običajno pokrnela krila, od katerih ostane le del za produkcijo zvoka. Napeve lahko ustvarjajo z različnimi načini drgnjenja cvrčala, v redkih primerih pa tudi z bobnanjem po podlagi. Nastane poseben repertoar napevov, ki je značilen za konkretno vrsto, posamezni napevi pa imajo različne funkcije - eden za privabljanje samice, drugi za dvorjenje, pri nekaterih vrstah lahko samica odgovarja s svojim signalom, običajno pa je komunikacija enosmerna. Frekvenca napevov v grobem izkazuje odvisnost od telesne velikosti – večje vrste se oglašajo z nižjimi frekvencami in obratno; frekvenca večine vrst je v razponu 5–30 kHz, torej od slišnih frekvenc do nizkega ultrazvoka (človek lahko sliši frekvence do 20 kHz). Obstajajo pa tudi vrste, ki proizvajajo ekstremne ultrazvočne napeve s frekvenco prek 100 kHz, z rekorderji pri 150 kHz v rodu Supersonus, kar je najvišja znana frekvenca oglašanja kateregakoli členonožca in cel velikostni razred nad človeškim sluhom.
Pri pravih cvrčalkah se pojavlja širok razpon prehranjevalnega vedenja, v glavnem so rastlinojedi ali vsejedi, redke vrste (na primer žagarica) pa so povsem plenilske in lovijo druge žuželke. Največjo vrstno pestrost dosegajo v tropih, čeprav tudi v območjih z zmernim podnebjem živi dobršno število vrst.
Med najpomembnejšimi naravnimi sovražniki so netopirji; v tropskih deževnih gozdovih živijo taki, ki ne lovijo z eholokacijo, temveč prisluškujejo napevom in se orientirajo po njih da najdejo kobilico. Vrste teh območij zato uporabljajo kratke, nepredvidljive klice, ki jim je težje najti izvor.  Po napevih so se sposobni orientirati tudi nekateri parazitoidi, ki v pevca izležejo jajčece. V obrambo pred plenilci nekatere prave cvrčalke uporabljajo refleksno krvavitev.

### Pomen za človeka
Populacije običajno ne dosegajo take gostote da bi bile kmetijski škodljivci. Izjema je mormonski muren (Anabrus simplex), ki občasno tvori ogromne roje in povzroča škodo na zahodu Severne Amerike. Večje roje, ki se selijo naokrog, tvorijo tudi nekatere afriške vrste iz rodu Ruspolia, ki pa so bolj znane kot vir hrane za ljudi iz teh predelov. Večinoma so prave cvrčalke samotarske.

## Življenjski krog
Ko samec privabi samico in ga ta sprejme, se samica vzpne nanj, sledi parjenje. Druga izstopajoča značilnost spolnega sistema pravih cvrčalk je ogromen spermatofor, konec katerega samec vstavi v samičina spolovila. Sestavljata ga kapsula s semenčicami in t. i. spermatofilaks, želatinozna beljakovinska masa, ki lahko skupaj predstavljata tudi do 40 % teže samca. Spermatofilaks je samčevo »svatbeno darilo«, ki ga samica požre in hranilne snovi v njem uporabi za razvoj zaroda. Predstavlja tako obsežno energetsko investicijo v potomstvo, da pride pri nekaterih vrstah do zamenjave vlog pri dvorjenju, tako da samice tekmujejo za pozornost samca namesto obratno, kot je pri večini žuželk.
Samice ležejo jajčeca v prst, znotraj rastlinskih tkiv, v katera zarežejo z ostro leglico, ali pa ploščata jajčeca kot krovce zalepijo na površino listov. Jajčeca vrst, ki živijo v območjih z zmernim podnebjem, mirujejo eno ali več zim (celo do pet), nakar se iz njih spomladi izležejo nimfe, ki največkrat zgledajo kot manjše kopije staršev (kobilice imajo nepopolno preobrazbo). Po izvalitvi se štirikrat do devetkrat levijo. Razvoj od pravkar izlegle ličinke do odraslega osebka dokončajo v eni sezoni.

## Evolucija in sistematika
Najstarejše znane fosile pravih cvrčalk datirajo v perm. Iz eocena in zgodnjega oligocena so najdbe predstavnikov poddružine Pseudophyllinae, ki že izkazujejo značilno dodelano posnemanje rastlinskih listov, le nekoliko mlajše kot pri posnemalcih. Iz nekaterih bolje ohranjenih fosilov je mogoče sklepati celo o napevih.
Sodeč po anatomskih in genetskih značilnostih so prave cvrčalke gotovo naravna skupina (klad). Vanjo združujemo okrog 6000 do zdaj opisanih vrst, s čimer so največja družina dolgotipalčnic, vendar razdelitev na poddružine in dalje še ni dorečena. Največjo raznovrstnost namreč dosegajo v tropih, kjer je raziskanost še pomanjkljiva. V grobem jih delimo na okrog 20 poddružin, vendar se razdelitev z novimi odkritji še spreminja.

### Prave cvrčalke v Sloveniji
Med predstavniki te družine so največje kobilice, ki uspevajo na ozemlju Slovenije. Med njimi je verjetno najbolj znana drevesna zelenka, poleg nje pa so splošno razširjene tudi travniška plenilka, Roeselova bilčnica in druge. Največja vrsta je primorska plenilka. Med zanimivejšimi vrstami je mesojeda žagarica, ki je zavarovana tako na nacionalni kot na mednarodni ravni.